# Tortuguero (Costa Rica)
Tortuguero is een dorp (poblado) aan de rand van het nationaal park Tortuguero in de gemeente  Pococí in Costa Rica. De naam wil zoveel zeggen als schildpaddorp. De stranden van Tortuguero zijn de belangrijkste nestplekken voor een drietal met uitsterven bedreigde zeeschildpadden. Dit zijn respectievelijk de Lederschildpad, de Groene Zeeschildpad en de Karetschildpad. Bij het dorp bevinden zich dan ook twee biologische onderzoeksstations. Het is een klein dorp dat slechts per boot door het oerwoud (primair regenwoud) of per vliegtuigje bereikt kan worden. Het dorp is met name bekend geworden door het ecotoerisme. Duizenden toeristen komen op het dorp af om de zeldzame schildpadden te bewonderen en boottochten te ondernemen door het nationaal park.

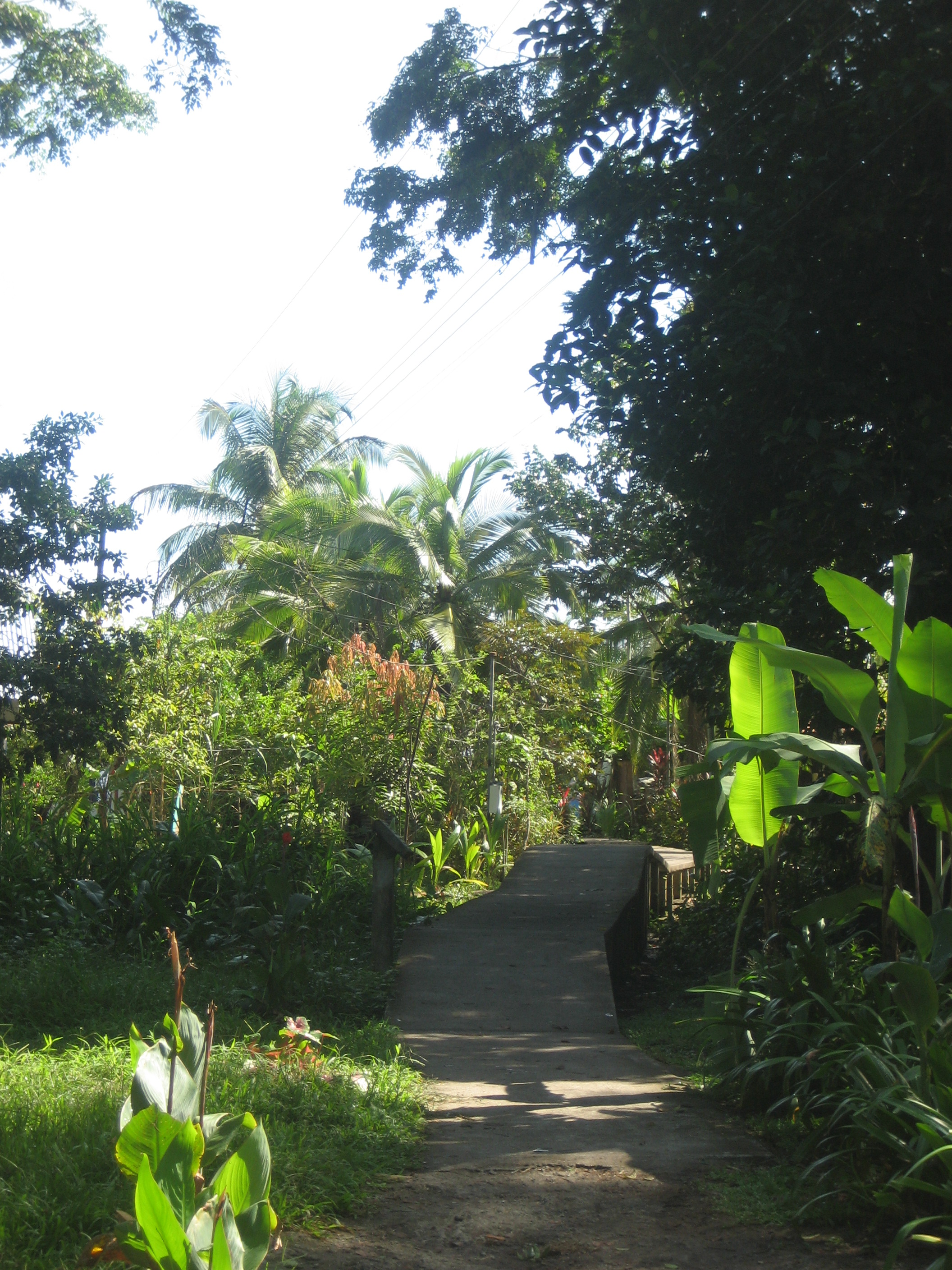
Verhoogde 'straat' tegen overstromingen in Tortuguero